# Tidarren aethiops
Tidarren aethiops là một loài nhện trong họ Theridiidae. Chúng được miêu tả năm 2006 bởi Knoflach & Antonius van Harten.